# 聖母被昇天 (ルーベンス)
『聖母被昇天』（せいぼひしょうてん、蘭: Tenhemelopneming van Maria, 英: Assumption of the Virgin Mary）は、フランドルの画家ピーテル・パウル・ルーベンスにより描かれた絵画である。同名の作品が複数確認されている。
1. アントウェルペンの聖母大聖堂に収蔵されている作品[1]。本項では、この作品について扱う。
2. ウィーンの美術史美術館に収蔵されている作品[2]
3. デュッセルドルフのクンストパラスト美術館に収蔵されている作品[3]
4. ウィーンのリヒテンシュタイン美術館に収蔵されている作品

## 作品
ルーベンスによって1625年から1626年に描かれた祭壇画である。
聖母マリアが天国へと昇っていく様子が描かれている。画面上方の中央に描かれたマリアは、白色のサテンと金の錦のドレスを身につけている。マリアのサテンの上着の裏地には、パステルピンクの色が使われている。
マリアの周りには、翼を生やしたプット（幼児）がたくさん描かれている。画面上方の左側では、大きい天使が2人飛んでおり、バラの花でできた輪状の冠をマリアに被せようとしている。
画面下方には、12人の使徒が描かれている他、マリアが亡くなったときに現れたとされる3人の女性が描かれている。使徒の中には、空っぽになった墓を覗き込んでいる者がいる一方で、マリアの姿を目で追う者もいる。
赤色の服を身にまとい、石の墓を指さしている女性のモデルは、ルーベンスの妻イザベラ・ブラントであるとされている。前景には、パステルピンクの服をまとい、ひざまずいている女性が描かれている。
画面下方の左側には、イエス・キリストの弟子である使徒ヨハネが、マリアの方へ腕を伸ばしている様子が描かれている。

## ギャラリー

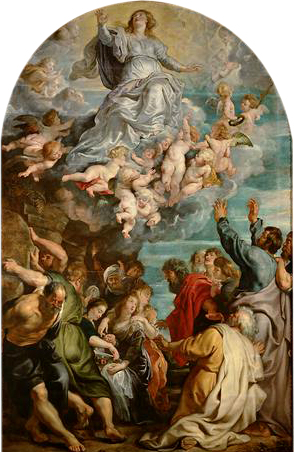
ルーベンス『聖母被昇天』1613年 - 1620年、美術史美術館所蔵
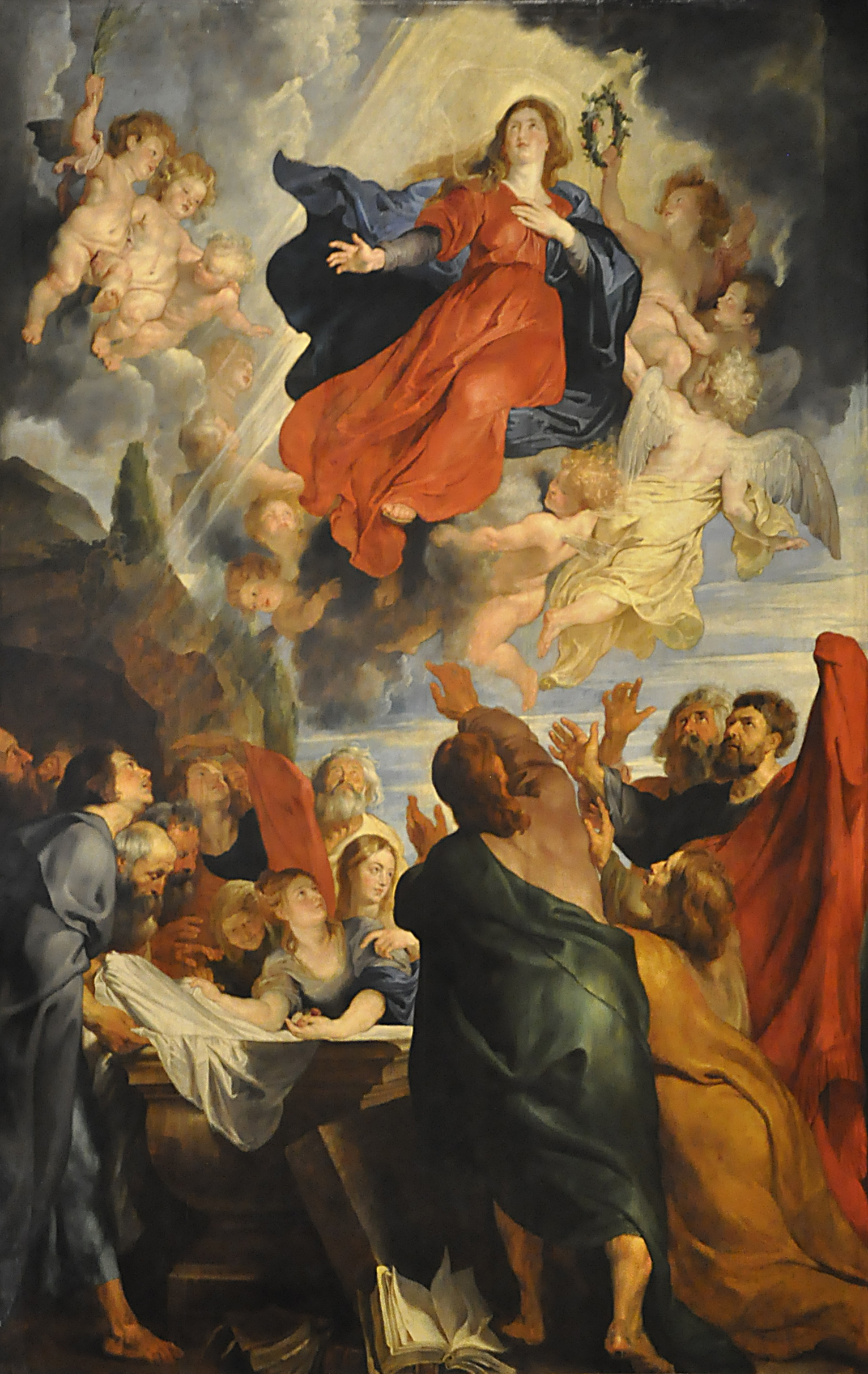
ルーベンス『聖母被昇天』1616年 - 1618年、クンストパラスト美術館所蔵
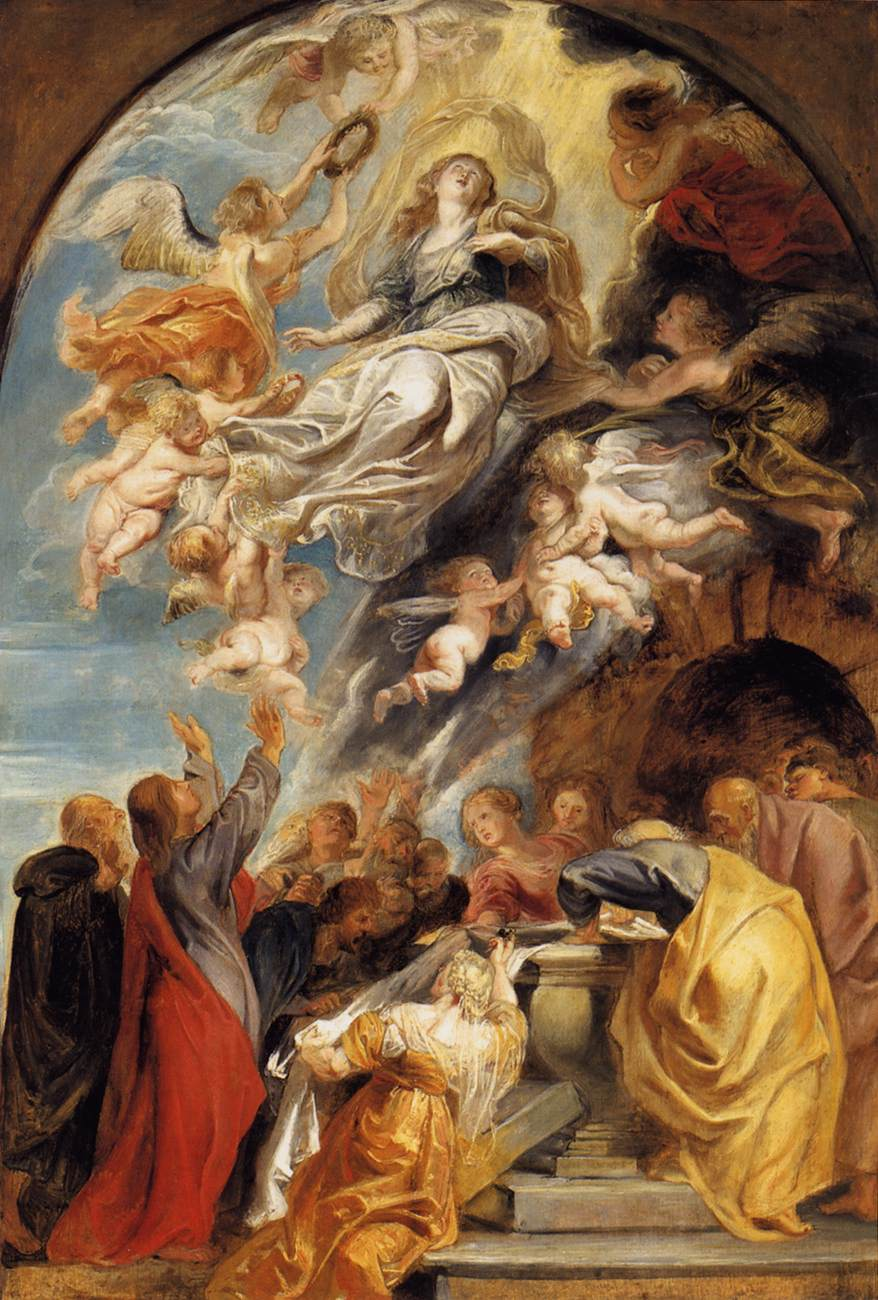
ルーベンス『聖母被昇天（下絵）』1622年 - 1625年、マウリッツハイス美術館所蔵
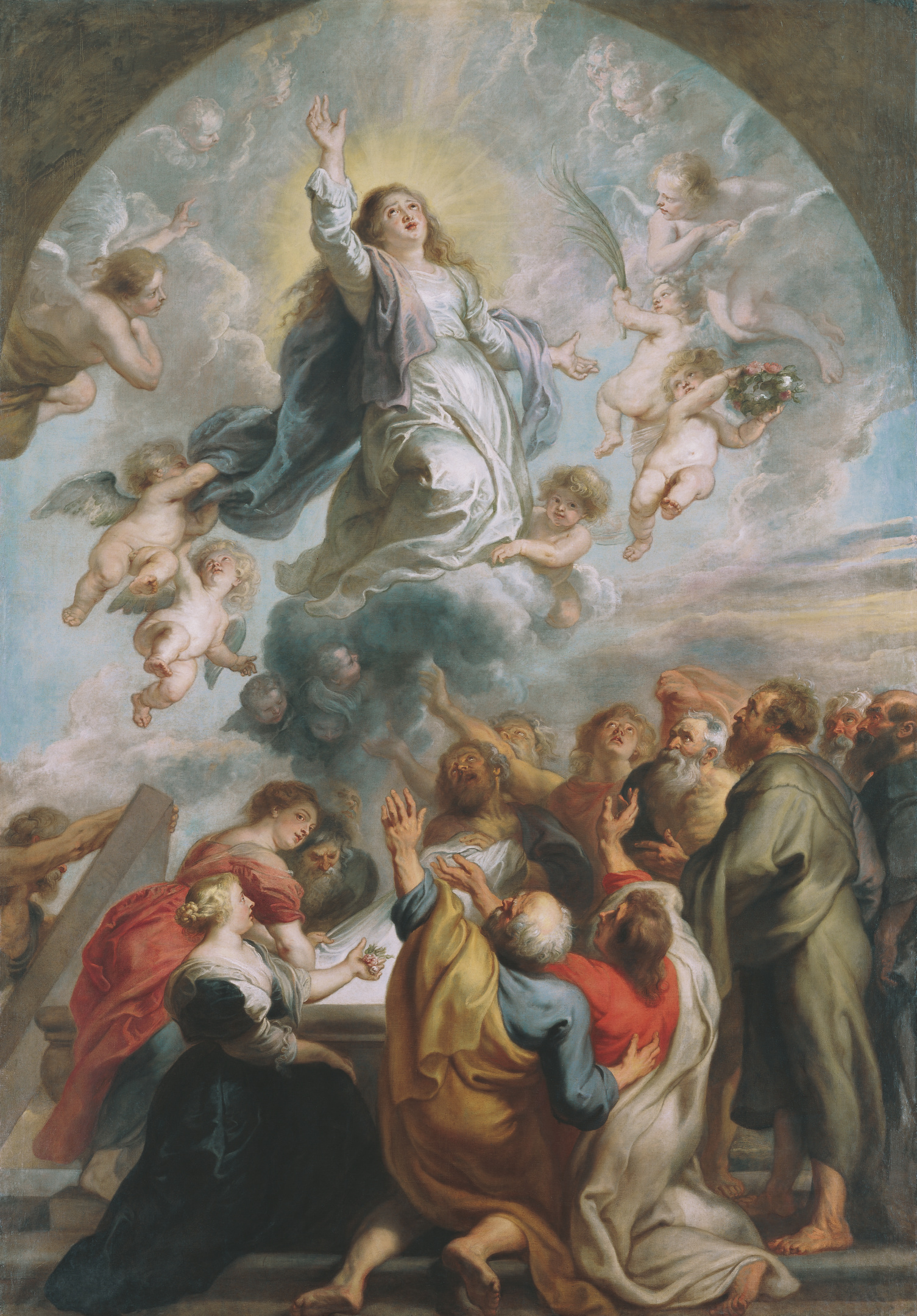
ルーベンス『聖母被昇天』1637年頃、リヒテンシュタイン美術館所蔵